# 南平文庙
南平文庙是明、清湖北省公安县的县学文庙，明朝初年始建，清朝同治十二年（1873年）县治迁移后，由知县周承弼重建。位于公安县城西南三十公里的南平镇，即旧县城所在地。
建筑群坐北朝南，原有万仞宫墙、礼门、义路、棂星门、泮池、大成门、大成殿、启圣殿等，今仅存大成殿及石碑二通，现院落东西宽80米，南北长120米，占地面积约9000平方米。其中大成殿为重檐歇山顶，面阔三间。
1930年7月4日，中国工农红军第四军和第六军，根据中共中央的指令在南平会师，两军前委在文庙召开会议，合并编成红二军团，由贺龙担任总指挥，周逸群任政治委员。南平文庙自此兼具古建筑遗产和中共“革命文物”的双重身份。

## 文物保护情况
1981年12月30日，以“红四军、红六军会师旧址”的名义被湖北省人民政府列为第二批湖北省文物保护单位。
其作为文物的保护范围为：红四军、红六军会师旧址及周围一定范围。以文庙中轴线为基线，向东面延伸32米至荆州车桥有限公司配电房，向南面至灵星门，向西面延伸25米至原百货居住楼，向北面延伸25米至原食品厂居住区。
其作为文物的建设控制地带为：以保护范围为界，四周各向外延伸20米。东面至荆州车桥有限公司仓库，南面至南正街南面商铺，西面至积谷街，北面至东正街。